# Беднаржик, Милослав
Милослав Беднаржик (чеш. Miloslav Bednařík, 30 января 1965, Оломоуц — 16 июня 1989, Брно) — чехословацкий стрелок, выступавший в трапе. Серебряный призёр Олимпийских игр 1988 года. Чемпион мира 1985 и 1986 годов. Погиб в аварии на мотоцикле в возрасте 24 лет.

## Биография
Милослав Беднаржик — чехословацкий стрелок, серебряный призёр Олимпийских игр 1988 года в Сеуле в стендовой стрельбе (трап). В конце 80-х годов считался самым перспективным стрелком в своей дисциплине. Уже в 21 год дважды подряд выиграл чемпионат мира. В 1988 году стал победителем финального этапа кубка мира в Мюнхене. К сожалению, жизнь и спортивная карьера Милослава Беднаржика трагически оборвалась 16 июня 1989 года. Он ехал на мотоцикле и разбился по дороге домой. В его честь назвали улицу в городе Брно, где он разбился. Также каждый год проводится Мемориал Милослава Беднаржика по стендовой стрельбе.

## Достижения
Серебряный призёр Олимпийских игр 1988 года в Сеуле
 3-кратный чемпион мира (2 личных золота и 1 командное)
 Бронзовый призёр чемпионата мира (в команде)
 Победитель финала кубка мира 1988 в Мюнхене
 3-кратный серебряный призёр этапов кубка мира (Зуль и Монтекатини 1986, Мехико 1988)
 2-кратный чемпион Европы среди юниоров (Сарагоса 1984 и Антиб 1985)
 Серебряный призёр чемпионата Европы среди юниоров 1981 года в Москве